# ترایزن، اتریش
ترایزن (به آلمانی: Traisen) یک منطقهٔ مسکونی در اتریش است که در ناحیه لیلینفلد واقع شده‌است. ترایزن ۳٬۶۴۹ نفر جمعیت دارد.